# 等々力孫一郎
等々力 孫一郎（とどりき/とどろき まごいちろう、宝暦11年（1761年） - 天保2年5月20日（1831年6月29日））は、江戸時代後期の治水家、新田開発者。本姓は中田。

## 経歴・人物
信濃国安曇郡柏原村（現：長野県安曇野市）の等々力孫右衛門敬重の子で、同郡保高組の大庄屋。
寛政2年（1790年）頃、飛騨山脈の東麓に広がる安曇野の烏川扇状地への灌漑用水の開削と、農業生産力の向上を発願。京阪地方の水利事業を視察した結果、奈良井川や梓川の水量を調査し、等高線に基づいた緻密な測量の結果、奈良井川から取水し梓川の河床下を暗渠として用水路を横切らせれば標高の高い烏川扇状地にも通水が可能であると判断し、文化9年（1812年）に周辺の村々を含む10ヶ村による組合堰である「拾ヶ堰」を計画した。
同13年（1816年）には工事命令が下り、孫一郎は総務として計画全体の指揮を取り拾ヶ堰を完成させ、その結果、約600haの新田開発を成功させた。孫一郎の偉業を顕彰するため、没後の天保8年（1837年）には、狩野梅笑門人の狩野梅玄による肖像画が、高島章貞の詠んだ漢詩とともに描かれている。
大正7年（1918年）には従五位が追贈された。